# Hunting Valley (Ohio)
Hunting Valley es una villa ubicada en el condado de Cuyahoga en el estado estadounidense de Ohio. En el Censo de 2010 tenía una población de 705 habitantes y una densidad poblacional de 33,97 personas por km².

## Geografía
Hunting Valley se encuentra ubicada en las coordenadas 41°29′4″N 81°24′46″O / 41.48444, -81.41278. Según la Oficina del Censo de los Estados Unidos, Hunting Valley tiene una superficie total de 20.75 km², de la cual 20.44 km² corresponden a tierra firme y (1.51%) 0.31 km² es agua.

## Demografía
Según el censo de 2010, había 705 personas residiendo en Hunting Valley. La densidad de población era de 33,97 hab./km². De los 705 habitantes, Hunting Valley estaba compuesto por el 97.02% blancos, el 0.57% eran afroamericanos, el 0% eran amerindios, el 1.13% eran asiáticos, el 0% eran isleños del Pacífico, el 0.28% eran de otras razas y el 0.99% pertenecían a dos o más razas. Del total de la población el 2.7% eran hispanos o latinos de cualquier raza.